# Amandine Henry

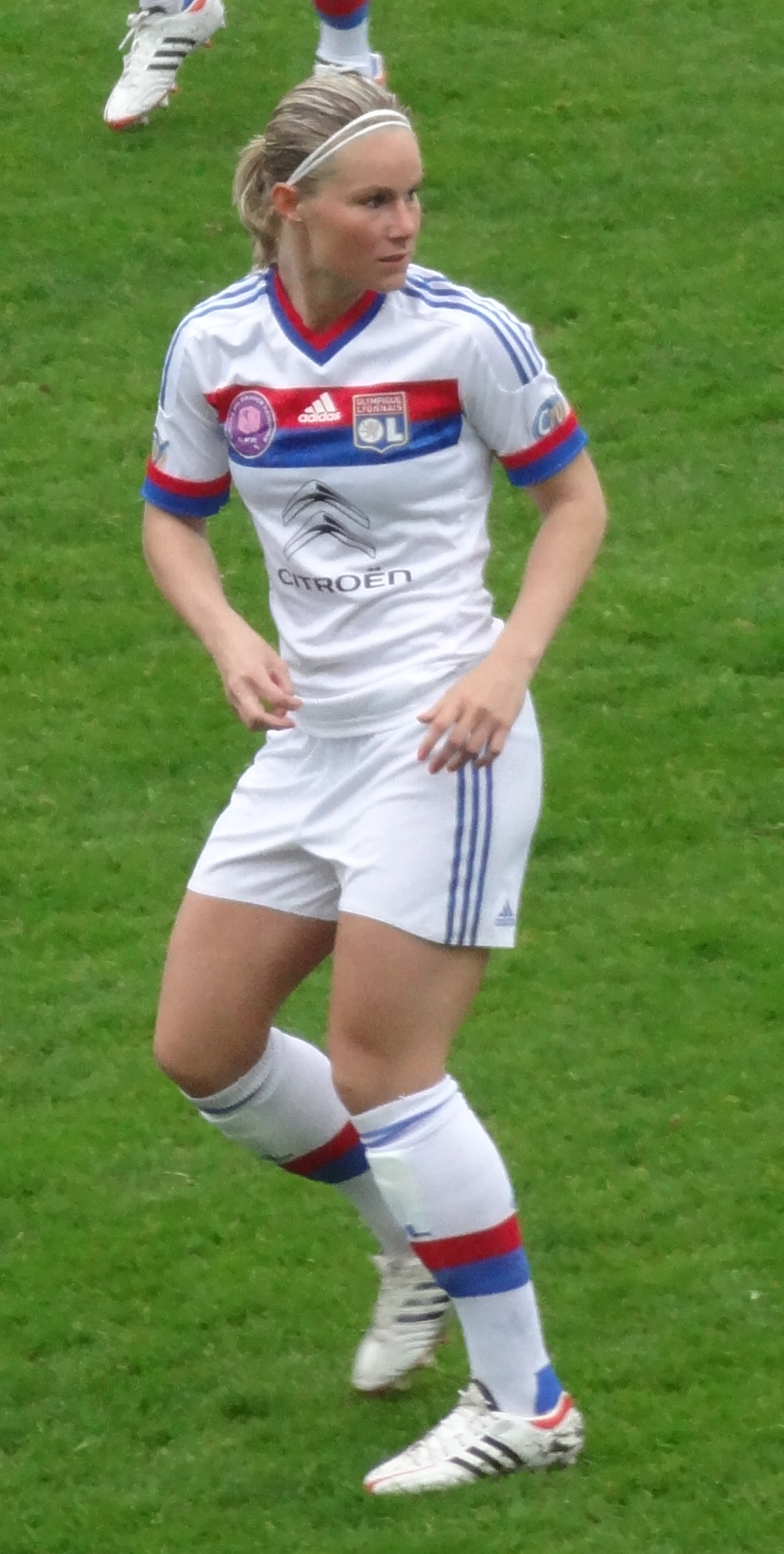
Henry für Lyon 2012

Amandine Chantal Henry (* 28. September 1989 in Lille) ist eine französische Fußballspielerin.

## Vereinskarriere
Die Mittelfeldspielerin begann als Jugendliche bei OSM Lomme, Iris Club Lambersart und, ab 2004, beim FCF Hénin-Beaumont in ihrer nordfranzösischen Heimatregion mit dem Fußballsport. 2005 wurde sie in das INF Clairefontaine aufgenommen und spielte auch für dessen Ligateam. Zwei Jahre später heuerte Amandine Henry beim Erstligisten Olympique Lyon an, mit dem sie 2008 ihren ersten und seither im jährlichen Rhythmus sieben weitere Landesmeistertitel gewann. Bei Olympiques Pokalsieg 2008 wurde sie im Finale allerdings nicht eingesetzt, weil sie nach einer Kniescheibenoperation mehr als ein Jahr Rekonvaleszenzzeit benötigte; damals stand zu befürchten, dass sie ihre sportlichen Aktivitäten bereits als 18-Jährige würde beenden müssen. Dann aber stand sie 2010 in der Endspielelf, die gegen Turbine Potsdam in der Champions League erst im Elfmeterschießen unterlag; dabei war sie eine der Französinnen, die ihren Elfmeter nicht verwandeln konnten. 2011 bestritt sie dort erneut das Finale und gewann mit Lyon diesen europäischen Wettbewerb ebenso wie ein Jahr darauf.
In Lyons Frauschaft gehörte sie zu den Führungspersönlichkeiten, an der ihre Mitspielerinnen – so Camille Abily – höchstens Henrys Faible für ihren Chihuahua zu kritisieren haben, den sie häufig in ihrer Handtasche mitnimmt. Nationaltrainer Philippe Bergeroo lobt Henrys Vielseitigkeit: „Sie kann, den Ball am Fuß, durch eine gegnerische Abwehrreihe marschieren oder blitzartig in deren Rücken vorstoßen. Zudem … ist sie enorm zielbewusst, nicht gleich eingeschnappt, dafür aber … selbstkritisch“.
Ab dem Sommer 2016 hat Henry dennoch eine neue Herausforderung beim US-Erstligisten Portland Thorns FC angenommen. Von Januar bis Juni 2017, während der NWSL-Spielbetrieb ruhte, kehrte sie in die französische Division 1 zurück und war dort auf Leihbasis für Paris Saint-Germain FC spielberechtigt. Gleich in ihrem ersten Pflichtspiel für PSG (Pokal-Sechzehntelfinale beim Arras FCF) steuerte sie einen Treffer zum 5:0-Sieg bei; dem ließ sie eine Woche später bei AF Rodez auch ein Punktspieltor folgen.
In der Saison 2017 hatte sich Portland, wo Amandine Henry unter anderem mit Tobin Heath, Lindsey Horan, Nadia Nadim und Christine Sinclair zusammenspielte, wieder für die Play-offs qualifiziert. Nach deren Abschluss kehrte Henry zu Olympique Lyon zurück; mit ihrem alten und neuen Klub hatte sie sich auf einen Vertrag bis Sommer 2021 geeinigt, im Februar 2021 verlängerte sie diesen vorzeitig bis 2023. 2018, 2019, 2020 und 2022 gewann sie mit Lyon erneut die Champions League, wobei sie in den Endspielen von 2018 und 2022 die Auszeichnung als beste Spielerin erhielt.
In der Saison 2018/19 soll Henry mit einem Jahresgehalt von 360.000 Euro hinter Ada Hegerberg die am zweitbesten bezahlte Fußballspielerin weltweit gewesen sein.

### Stationen
- OSM Lomme (1995–2000)
- Iris Club Lambersart (2000–2004)
- FCF Hénin-Beaumont (2004/05)
- CNFE Clairefontaine (2005–2007)
- Olympique Lyon (2007–2016)
- Portland Thorns FC (2016–Dezember 2017)
- Paris SG (ausgeliehen für Januar und Februar 2017)
- Olympique Lyon (2018–2023)
- Angel City FC (seit 2023)
- Lille OSC (ausgeliehen für Januar bis März 2024)
- Angel City FC (März/April 2024)
- Utah Royals FC (April bis September 2024)
- Deportivo Toluca (seit September 2024)

## In der Nationalelf

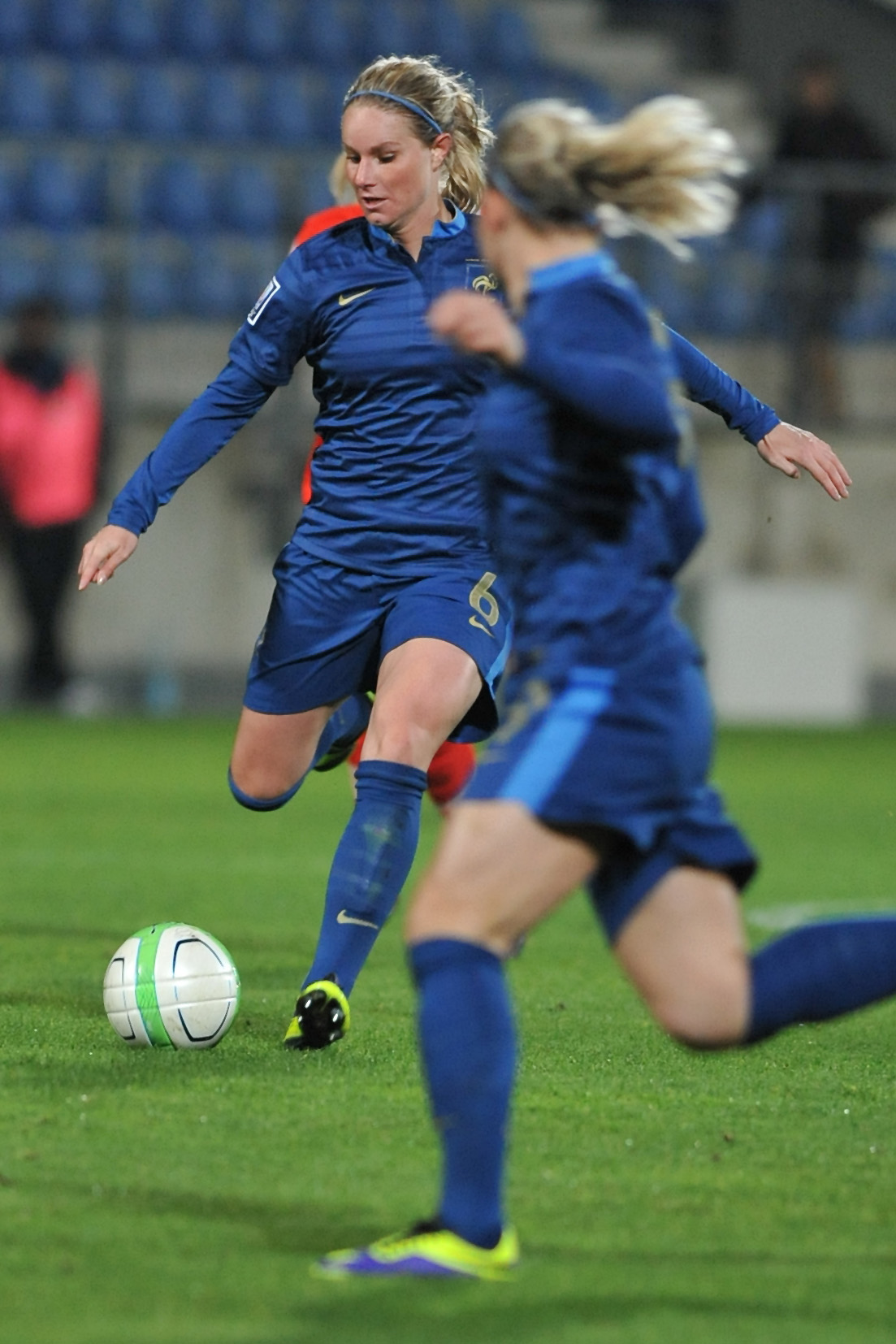
Amandine Henry (Oktober 2013)

Amandine Henry hat für mehrere französische Juniorinnen-Auswahlteams ab der B-Jugend insgesamt an die 30 Spiele bestritten und dabei zehn Treffer erzielt. Bei der U-19-Europameisterschaft 2007 führte sie ihre Frauschaft als Spielführerin bis in das Halbfinale. Seit April 2009 ist sie auch A-Nationalspielerin. Bei der Europameisterschaft 2009 gehörte sie zum Aufgebot der Bleues, bestritt dort aber nur ein Spiel gegen die Niederlande.
Nationaltrainer Bruno Bini hatte Henry 2011 auch in seinen vorläufigen französischen Kader für die WM in Deutschland berufen, dann aber doch nicht nach Deutschland mitgenommen. Erst im Mai 2013 berücksichtigte er sie wieder in diesem Kreis. Trotz einer Verletzung berief Trainer Bini sie in das EM-Aufgebot 2013 und setzte sie in Schweden in ihrer einzigen dortigen Partie sogar in der Startelf ein. Unter Binis Nachfolger Philippe Bergeroo entwickelte Henry sich zur Stammspielerin. Sie gehörte auch zum Kader für die Weltmeisterschaft 2015; bei dem Turnier in Kanada wurde sie zweimal zur „Spielerin des Spiels“ ernannt und trotz Frankreichs relativ frühzeitigem Ausscheiden als zweitbeste Feldspielerin mit dem Silbernen Ball ausgezeichnet. Außerdem belegte Henry 2015 bei der Wahl um den Titel der Europäischen Fußballerin des Jahres den zweiten Platz. Die FIFA hatte sie in ihre zehn Spielerinnen umfassende Vorauswahl aufgenommen, aus der am Ende des Jahres die Weltfußballerin 2015 ermittelt und mit dem Ballon d’Or ausgezeichnet wurde. 2016 stand sie im französischen Aufgebot für das olympische Fußballturnier und wurde auch vom anschließend an Bergeroos Stelle gesetzten Olivier Echouafni eingesetzt, der sie bei seinem Debüt sogar zur Spielführerin ernannte. 2017 stand sie in Frankreichs Europameisterschaftskader und wurde anschließend auch von Echouafnis Nachfolgerin Corinne Diacre berücksichtigt.
Anfang Oktober 2018, nur fünf Minuten nach Anpfiff ihres 77. Länderspiels, wurde sie Opfer des überharten Einsteigens einer Gegnerin. Die dabei erlittene Auskugelung im Bereich von Schlüsselbein und Schulterknochen hatte sie überraschenderweise nur für fünf Wochen außer Gefecht gesetzt. Sie gehörte zum französischen 23er-Kader zur WM 2019 im eigenen Land, in dem sie weiterhin Mannschaftskapitänin war. Im September und Oktober 2020 benannte Diacre sie zweimal nicht für ihre Aufgebote, was zu einem über die Medien ausgetragenen Disput zwischen Spielerin und Trainerin führte. Seither ist Henry nicht mehr berücksichtigt worden.
Bisher hat Amandine Henry 93 A-Länderspiele für die Bleues bestritten, in denen ihr 13 Treffer gelangen. (Stand: 27. November 2020)

## Palmarès
- Französische Meisterschaft: 2008, 2009, 2010, 2011, 2012, 2013, 2014, 2015, 2016, 2018, 2019, 2020, 2022
- Französische Pokalsiegerin: 2012, 2013, 2014, 2015, 2016, 2019, 2020
- Champions-League-Siegerin: 2011, 2012, 2016, 2018, 2019, 2020, 2022
- Weltmeisterschaftsteilnehmerin: 2015, 2019
- Europameisterschafts-Teilnahme: 2009, 2013, 2017
- Olympiateilnehmerin: 2016
- Auszeichnung mit dem Silbernen Ball als zweitbeste WM-Feldspielerin: 2015
- Aufnahme in die Weltauswahl 2015[12]